# 亨斯贝格
亨斯贝格是奥地利施蒂利亚州莱布尼茨县的一个市镇。总面积17.70平方公里，总人口1392人，人口密度78.6人/平方公里（2012年）。